# ماگدالنکا (استان ماسوویان)
ماگدالنکا (به لاتین: Magdalenka) یک روستا در لهستان است که در گمینا لشنووولا واقع شده‌است.
 ماگدالنکا  ۴۰۰ نفر جمعیت دارد.